# Buldogue-americano
A buldogue-americano[a] é uma raça de cão originária dos Estados Unidos. Foi utilizado originalmente como cão de caça e boiadeiro. Atualmente é mais utilizado como cão de guarda e companhia. Nos EUA é reconhecido oficialmente pelos clubes UKC (United Kennel Club) e NKC (National Kennel Club).

## História

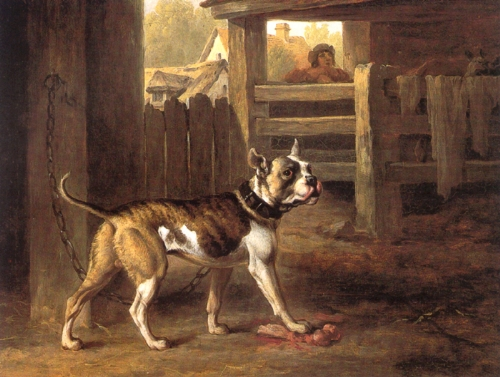
Pinturaː Antigo buldogue inglês de trabalho. Por Philip Reinagle, 1790.

O Buldogue americano descende diretamente do antigo buldogue inglês de trabalho, uma raça extinta conhecida pela força e ferocidade. Os antigos buldogues, na Inglaterra, eram cães de trabalho que, originalmente, capturavam bois bravos e guardavam a propriedade de seus donos. A força, a coragem e a familiaridade com bois bravos levou-o à popularidade no brutal esporte de combate com touros (Bull-baiting). Quando este esporte foi proibido na Inglaterra em 1835, o tipo original de buldogue quase desapareceu e em seu lugar surgiu um novo tipo de cão, mais curto, mais troncudo, e muito menos atlético, que conhecemos hoje como buldogue Inglês. O buldogue original, entretanto, foi preservado por classes trabalhadoras de imigrantes que levaram seus cães de trabalho para o Sul dos Estados Unidos. Pequenos fazendeiros e rancheiros usaram este cão de trabalho polivalente para muitas tarefas. Ao fim da Segunda Guerra Mundial, entretanto a raça quase se extinguiu. O Sr. John D.Johnson, um veterano de Guerra, decidiu reerguer esta raça. Junto com Alan Scott e muitos outros criadores, Johnson começou, cuidadosamente, a criar buldogues, mantendo registros cuidadosos sobre os acasalamentos, sempre com a atenção voltada para a manutenção da saúde animal e suas habilidades para o trabalho. Por causa dos muitos trabalhos praticados pela raça, muitas linhas distintas estiveram envolvidas, cada uma delas enfatizando os traços exigidos para a execução de um trabalho específico. As linhas mais conhecidas são as linhas Johnson e Scott. Os cães Johnson são mais maciços, com cabeças maiores, mais largas e focinhos mais curtos com uma mordedura prognata inferior bem definida. Os cães do tipo Scott são algo mais leves do que os do tipo Johnson, com uma cabeça menos semelhante aos Molossos modernos, com focinho mais longo. Hoje em dia, contudo, boa parte dos buldogues americanos tem cruzamento entre as duas linhas e não são mais facilmente distinguíveis. O buldogue americano moderno continua a servir como um cão para todos os fins; um cão de guarda destemido e firme; e uma companhia leal para a família.

## Aparência
A aparência do buldogue americano varia um pouco, dependendo da linhagem e propósito de criação. O padrão imposto pelo National Kennel Club classifica a raça em duas variedades de acordo com as medidas físicas. Estas duas variedades são: o tipo standard e o tipo bully.

Em geral os machos do tipo bully são mais robustos e têm altura que varia de 58 até 68 cm na cernelha nos machos, e as fêmeas de 56 até 66 cm; e seu peso varia de 31 a 45 quilos (fêmeas) e de 40 a 58 kg (machos). As cores de ambas variedades variam do todo branco, passando pelo branco e caramelado, tigrado, vermelho, preto e variações e combinações. Alguns clubes não aceitam as cores preta e azul. Sempre devem ter no mínimo 25% de partes brancas.

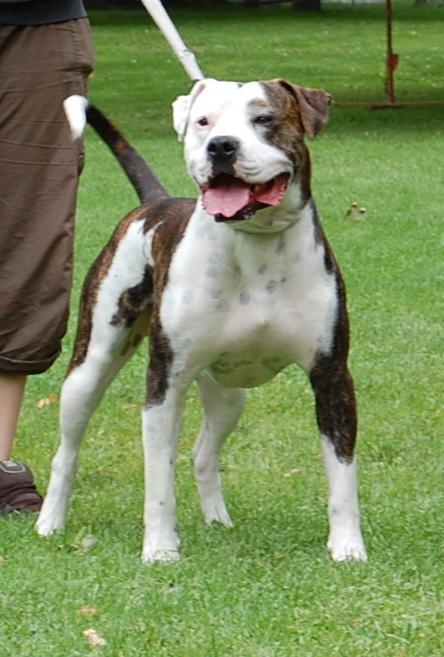
tipo Standard

A trufa (nariz) pode ser de qualquer cor, podendo existir cães de nariz preto ou até vermelho-fígado. Trufa de pigmentação escura é preferível. Sua mandíbula sempre apresenta prognatismo, mais, ou, menos pronunciada, dependendo da variedade.

## Prós e contras
- Pontos positivos: Entre os pontos positivos podemos destacar a multi funcionalidade, robustez, força, coragem, capacidade de trabalho, companheirismo, grande porte físico, bom como cão de guarda.
- Pontos negativos: Para alguns o tamanho grande e pesado é considerado ponto negativo. Agressividade com outros cães de mesmo sexo/tamanho. Tendência a querer "dominar/ liderar" o dono. Problemas de pele e displasia coxofemoral (em linhagens onde controle sistemático sobre esses aspectos não é feito pelo criador).

## Saúde

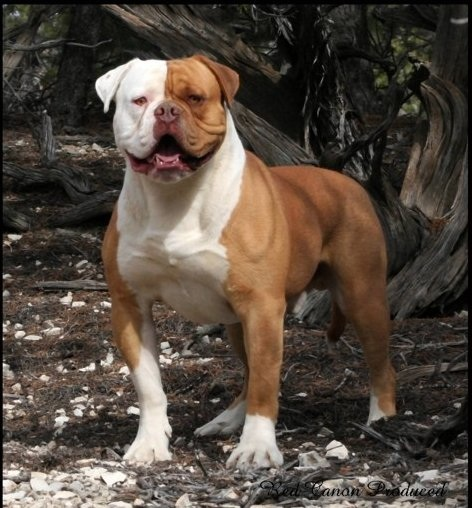
Buldogue americano marrom/ vermelho(red)

O buldogue americano é um cão rústico, porém alguns exemplares podem apresentar alguns problemas de saúde:
- Exemplares com o focinho muito achatado podem apresentar problemas de respiração, ronco e, em alguns casos, até mesmo capacidade aeróbica debilitada;
- Propensão a desenvolvimento de displasia coxofemoral em linhagens onde o problema não seja sistematicamente trabalhado pelo criador a partir da seleção cuidadosa de exemplares;
- Propensão ao desenvolvimento de problemas de pele em algumas linhagens.